# Akácfa utca
Akácfa utca est une rue située dans Erzsébetváros (7e arrondissement de Budapest), s'étendant entre Rákóczi út et Király utca.